# Guszczino (rejon smoleński)
Guszczino (ros. Гущино) – wieś (ros. деревня, trb. dieriewnia) w zachodniej Rosji, w osiedlu wiejskim Prigorskoje rejonu smoleńskiego w obwodzie smoleńskim.

## Geografia
Miejscowość położona jest nad w dorzeczu Dniepru, 7,5 km od drogi federalnej R120 (Orzeł – Briańsk – Smoleńsk – Witebsk), 27 km od drogi magistralnej M1 «Białoruś», 9 km od centrum administracyjnego osiedla wiejskiego (Prigorskoje), 19 km od Smoleńska, 2 km od przystanku kolejowego 361 km i 3,5 km od stacji kolejowej (Tyczinino).
W granicach miejscowości znajdują się ulice: Dacznaja, Zielonaja.

## Demografia
W 2010 r. miejscowość zamieszkiwały 2 osoby.